# 'Aïn el Turk
'Aïn el Turk är en ort i Algeriet. Den ligger i provinsen Oran, i den norra delen av landet, 400 km väster om huvudstaden Alger. 'Aïn el Turk ligger 31 meter över havet och antalet invånare är 45 323.
Terrängen runt 'Aïn el Turk är kuperad åt sydost, men åt nordväst är den platt. Havet är nära 'Aïn el Turk åt nordost.  Runt 'Aïn el Turk är det tätbefolkat, med 636 invånare per kvadratkilometer. Närmaste större samhälle är Oran, 12,9 km sydost om 'Aïn el Turk. Trakten runt 'Aïn el Turk består till största delen av jordbruksmark.